# Bay-sur-Aube
Ne doit pas être confondu avec Bar-sur-Aube.
Bay-sur-Aube est une commune française située dans le département de la Haute-Marne, en région Grand Est.

## Géographie

### Localisation
Bay-sur-Aube se situe à 29 km à l'ouest de Langres et à 43 km au sud de Chaumont.
|                 | Saint-Loup-sur-Aujon | Rochetaillée      |
| Aulnoy-sur-Aube | Bay-sur-Aube         | Vitry-en-Montagne |
| Germaines       | Auberive             | Rouelles          |

### Hydrographie
La commune est dans la région hydrographique « la Seine de sa source au confluent de l'Oise (exclu) » au sein du bassin Seine-Normandie. Elle est drainée par l'Aube, la Germainelle, le ruisseau de Vitry, le ruisseau de Rouelles et divers autres petits cours d'eau,.
L'Aube, d'une longueur de 249 km, prend sa source dans la commune d'Auberive et se jette  dans la Seine à Marcilly-sur-Seine, après avoir traversé 82 communes. Les caractéristiques hydrologiques de l'Aube sont données par la station hydrologique située sur la commune d'Auberive. Le débit moyen mensuel est de 0,603 m3/s. Le débit moyen journalier maximum est de 20,2 m3/s, atteint lors de la crue du 23 janvier 2018. Le débit instantané maximal est quant à lui de 24,5 m3/s, atteint le 22 janvier 2018.
La Germainelle, d'une longueur de 11 km, prend sa source dans la commune de Vivey et se jette  dans l'Aube à Aulnoy-sur-Aube, après avoir traversé cinq communes. 

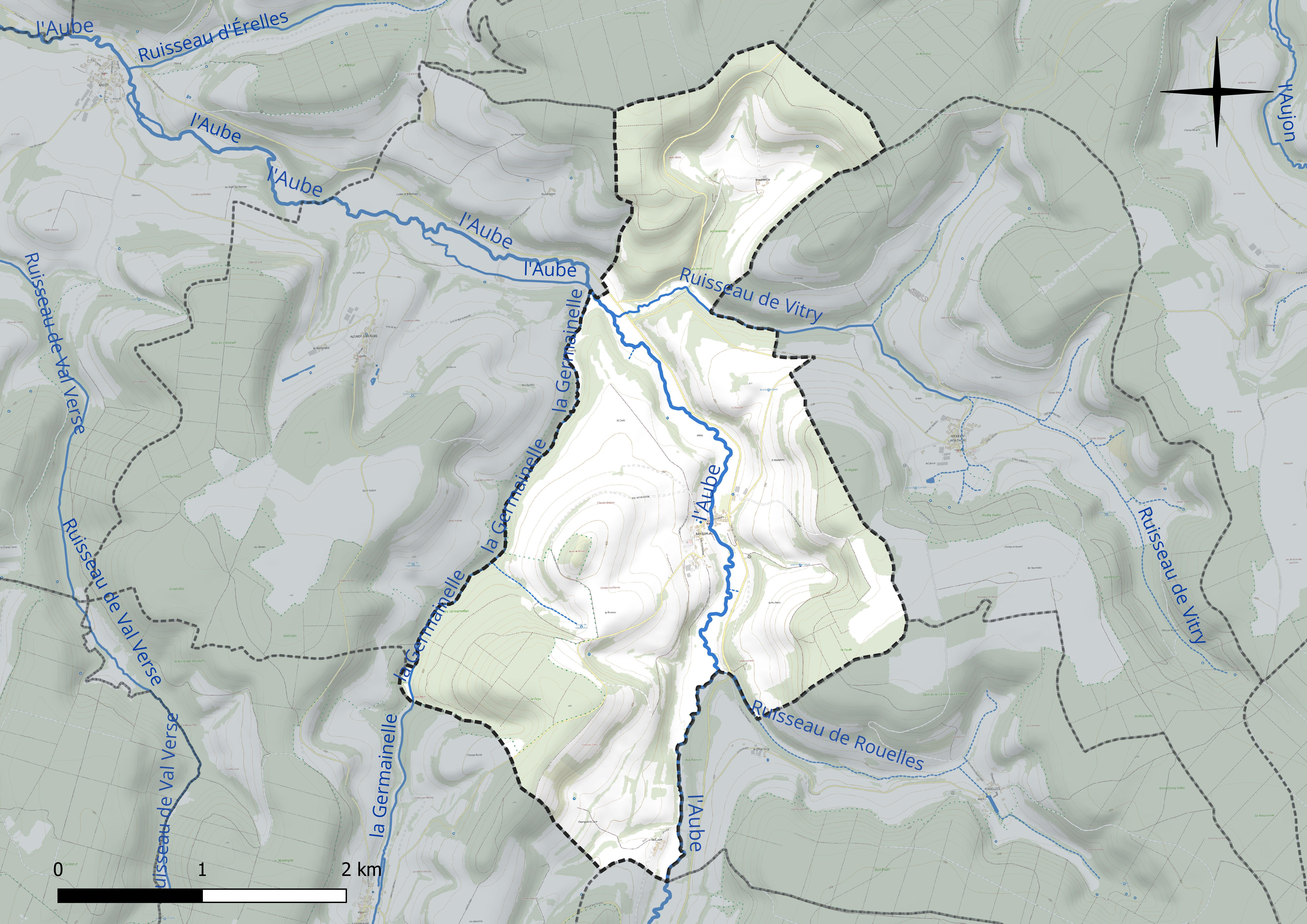
Réseau hydrographique de Bay-sur-Aube.

### Climat
Pour des articles plus généraux, voir Climat du Grand Est et Climat de la Haute-Marne.
En 2010, le climat de la commune est de type climat des marges montargnardes, selon une étude du Centre national de la recherche scientifique s'appuyant sur une série de données couvrant la période 1971-2000. En 2020, Météo-France publie une typologie des climats de la France métropolitaine dans laquelle la commune est exposée à un climat océanique altéré et est dans la région climatique  Lorraine, plateau de Langres, Morvan, caractérisée par un hiver rude (1,5 °C), des vents modérés et des brouillards fréquents en automne et hiver. 
Pour la période 1971-2000, la température annuelle moyenne est de 10,1 °C, avec une amplitude thermique annuelle de 16,9 °C. Le cumul annuel moyen de précipitations est de 968 mm, avec 13,1 jours de précipitations en janvier et 8,9 jours en juillet. Pour la période 1991-2020, la température moyenne annuelle observée sur la station météorologique de Météo-France la plus proche, « Auberive_sapc », sur la commune d'Auberive à 4 km à vol d'oiseau, est de 9,7 °C et le cumul annuel moyen de précipitations est de 943,1 mm. 
La température maximale relevée sur cette station est de 39,3 °C, atteinte le 25 juillet 2019 ; la température minimale est de −22,6 °C, atteinte le 20 décembre 2009,,. 
Les paramètres climatiques de la commune ont été estimés pour le milieu du siècle (2041-2070) selon différents scénarios d'émission de gaz à effet de serre à partir des nouvelles projections climatiques de référence DRIAS-2020. Ils sont consultables sur un site dédié publié par Météo-France en novembre 2022.

## Urbanisme

### Typologie
Au 1er janvier 2024, Bay-sur-Aube est catégorisée commune rurale à habitat très dispersé, selon la nouvelle grille communale de densité à sept niveaux définie par l'Insee en 2022.
Elle est située hors unité urbaine et hors attraction des villes,.

### Occupation des sols
L'occupation des sols de la commune, telle qu'elle ressort de la base de données européenne d’occupation biophysique des sols Corine Land Cover (CLC), est marquée par l'importance des territoires agricoles (58 % en 2018), une proportion identique à celle de 1990 (58 %). La répartition détaillée en 2018 est la suivante : 
forêts (42 %), prairies (28,8 %), terres arables (20,9 %), zones agricoles hétérogènes (8,3 %). L'évolution de l’occupation des sols de la commune et de ses infrastructures peut être observée sur les différentes représentations cartographiques du territoire : la carte de Cassini (XVIIIe siècle), la carte d'état-major (1820-1866) et les cartes ou photos aériennes de l'IGN pour la période actuelle (1950 à aujourd'hui).

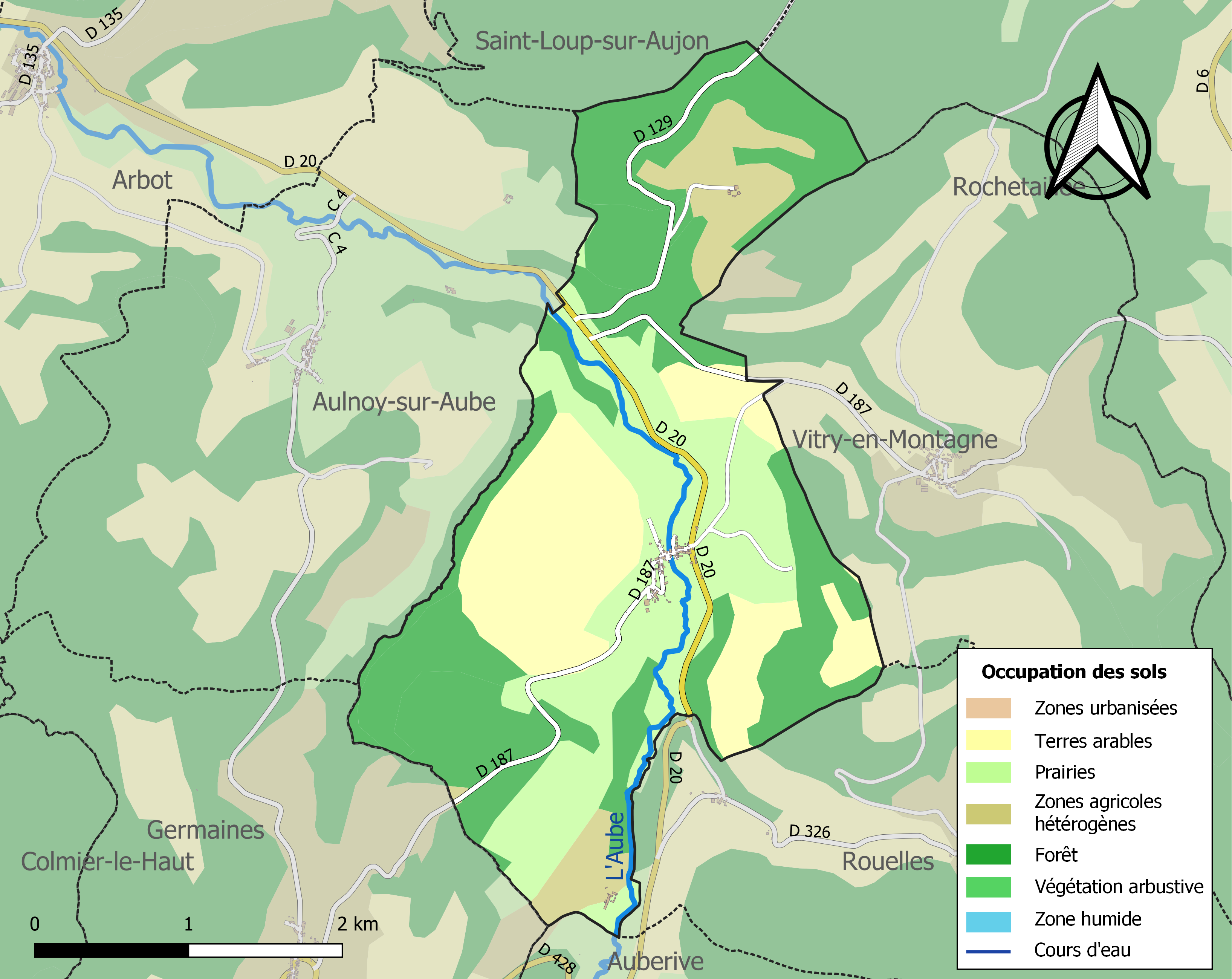
Carte des infrastructures et de l'occupation des sols de la commune en 2018 (CLC).

## Toponymie
Le nom de la localité est attesté sous les formes Bayz (1189) ; Baiz (1229) ; Baye (1254) ; Baie (1261) ; Baix (1464) ; Bay (1675) ; Bay-sur-Aube (1925) .

Son nom semble lié à l'eau (rivière ou baie), de l'adjectif féminin latin badia (aqua), *badiana (aqua), (« eau »), « (cours d'eau) brun », désignant d'abord un cours d'eau. Une rivière s'appelait baki dans la langue des francs. Bay est situé sur l'Aube, une rivière, affluent de la Seine, dont le cours suit une direction assez proche.

## Politique et administration

### Liste des maires
| Période                                  | Période   | Identité        | Étiquette | Qualité  |
| ---------------------------------------- | --------- | --------------- | --------- | -------- |
| Les données manquantes sont à compléter. |           |                 |           |          |
| mars 2001                                | mars 2008 | Jeanine Cudel   |           |          |
| mars 2008                                | 2014      | Gérard Prolonge |           |          |
| 2014                                     | En cours  | Yves Vaillant   | DVD       | Retraité |

## Population et société

### Démographie
L'évolution du nombre d'habitants est connue à travers les recensements de la population effectués dans la commune depuis 1793. Pour les communes de moins de 10 000 habitants, une enquête de recensement portant sur toute la population est réalisée tous les cinq ans, les populations de référence des années intermédiaires étant quant à elles estimées par interpolation ou extrapolation. Pour la commune, le premier recensement exhaustif entrant dans le cadre du nouveau dispositif a été réalisé en 2006.

En 2022, la commune comptait 46 habitants, en évolution de −9,8 % par rapport à 2016 (Haute-Marne : −4,62 %, France hors Mayotte : +2,11 %).
| 1793 | 1800 | 1806 | 1821 | 1831 | 1836 | 1841 | 1846 | 1851 |
| ---- | ---- | ---- | ---- | ---- | ---- | ---- | ---- | ---- |
| 214  | 212  | 232  | 225  | 228  | 223  | 239  | 215  | 228  |

| 1856 | 1861 | 1866 | 1872 | 1876 | 1881 | 1886 | 1891 | 1896 |
| ---- | ---- | ---- | ---- | ---- | ---- | ---- | ---- | ---- |
| 191  | 186  | 175  | 177  | 164  | 149  | 138  | 132  | 132  |

| 1901 | 1906 | 1911 | 1921 | 1926 | 1931 | 1936 | 1946 | 1954 |
| ---- | ---- | ---- | ---- | ---- | ---- | ---- | ---- | ---- |
| 132  | 133  | 127  | 112  | 120  | 104  | 106  | 112  | 124  |

| 1962 | 1968 | 1975 | 1982 | 1990 | 1999 | 2006 | 2011 | 2016 |
| ---- | ---- | ---- | ---- | ---- | ---- | ---- | ---- | ---- |
| 117  | 119  | 72   | 66   | 55   | 54   | 56   | 52   | 51   |

| 2021 | 2022 | - | - | - | - | - | - | - |
| ---- | ---- | - | - | - | - | - | - | - |
| 49   | 46   | - | - | - | - | - | - | - |

## Économie
- Exploitations agricoles.

## Culture locale et patrimoine

### Lieux et monuments
- Église paroissiale Saint-Hippolyte, classée au titre des Monuments Historiques en 1906[23],[24],[25].XIIe-XVe s. Ensemble romano-gothique. Extérieur roman et intérieur entièrement voûté en ogive (gothique). Nef et double transept, chevet plat à oculus (XVIe) portail gothique primitif du porche. Nombreuses dalles funéraires gravées. Clocher bas à baies géminées (clocher langrois). Retable du martyre de saint Hippolyte par Antoine Besançon, 1775. Statues en pierre polychrome des XVIe et XVIIe. Depuis 1999, un concert y est donné à cinq heures trente du matin, le 13 août, jour de la Saint-Hippolyte, tout d'abord par l'ensemble médiéval La Rosa, puis par l'ensemble Alba Dolce, ensemble dont les membres ont fait partie de La Rosa. Entre cinq heures trente et sept heures le soleil illumine, peu à peu, à travers l'oculus (vitrail en rosace derrière l'autel) l'église jusqu'au parvis, créant ainsi des jeux de lumière.
- la Butte de Taloison elle domine le paysage du haut de ses 429 m. Cette dernière est considérée comme l'un des sites naturels les plus importants du plateau de Langres. On y trouve une pelouse sèche, inscrite à l'inventaire des sites naturels du département (nombreuses espèces protégées, notamment des orchidées).

### Personnalités liées à la commune
- Joseph Michel, compositeur né en 1688 à Bay-sur-Aube, mort en 1736.
- M. René Rousselet : maire du village de 1945 à 1959. Ancien combattant 1939-1940.
- M. Henri Lodiot, élu au conseil municipal en 1947, adjoint en 1953 et maire, pendant plus de 40 ans, de 1959 à 2001. Conseiller général du canton d'Auberive de 1979 à 1992. Premier vice-président du SIVOM d'Auberive de 1963 à 1987 et président de 1987 à 1995.  Premier vice-président du SIGFRA d'Auberive (800 ha de forêts) de 1974 à 2001.